# Ingalo
Ingalo je najveća i najljepša plaža na otoku Koločepu. Smještena je u Donjem Čelu, u uvali koja je okrenuta u smjeru Z-SZ. Plaža je pješčana, duljine oko 200 m, iza koje se nalaze polja i parkovi (donekle zapušteni). Nekada se čisti pijesak protezao i kojih stotinjak metara u dubinu, što danas nije slučaj. Tijekom renoviranja jedinog hotela na otoku znatna količina kamenja ispuštena je u more te se danas nalaze posvuda po uvali, a na plaži ih možemo naći posvuda u plićaku. Osim što su nezgodne prilikom hodanja, stanište su i morskim ježincima, što otežava hodanje na plaži.

## Vanjske poveznice
|  | Zajednički poslužitelj ima još gradiva o temi Ingalo |